# Markus Gustafsson
Markus Gustafsson (født 6. marts 1989) er en svensk fodboldspiller, der spiller for IF Brommapojkarna. 

## Karriere
I perioden 2011 til 2012 spillede Gustafsson i den svenske klub GAIS, men forlod klubben da den rykkede ned fra Allsvenskan i 2012

### Viborg FF
Den 21. februar 2013 offentliggjorde Viborg FF, at man havde indgået en to årig kontrakt med svenskeren. Inden kontrakten blev underskrevet havde Gustafsson været en del af klubbens vinteropstart i foråret 2013, hvor han som prøvespiller spillede en del træningskampe for klubben. Han debuterede for klubben den 24. marts 2013 i forårspremieren mod FC Hjørring, hvor han spillede hele kampen. 
I december 2013 ophørte samarbejdet med Viborg FF, da parterne blev enige om at ophæve kontrakten et år før tid. Gustafsson opnåede 5 kampe i 1. division, 3 i Superligaen og 1 i DBU Pokalen i sin tid i klubben.

### Ljungskile SK
Kort efter bruddet med Viborg FF indgik Gustafsson en toårig kontrakt med Ljungskile SK frem til udgangen af 2016.